# Llista de topònims d'Oleta i Èvol
Llista de topònims (noms propis de lloc) d'Oleta i Èvol (Conflent).
Informació actualitzada per un bot. Els canvis manuals es perdran quan s'actualitzi!

## capella
| imatge | Nom                         | Ubicat a     | instància de | Detalls | coordenades                                                     | Protecció | Commons (més fotos)           | Dades a WD                    |
| ------ | --------------------------- | ------------ | ------------ | ------- | --------------------------------------------------------------- | --------- | ----------------------------- | ----------------------------- |
|        | Sant Antoni Abat de la Poma | Oleta i Èvol | capella      |         | 42° 33′ 29″ N, 2° 16′ 58″ E / 42.558173°N,2.282745°E 831.9 msnm |           |                               | Modifica les dades a Wikidata |
|        | Sant Esteve d'Èvol          | Oleta i Èvol | capella      |         | 42° 34′ 21″ N, 2° 15′ 13″ E / 42.572435°N,2.253546°E 831.9 msnm |           | Chapelle Saint-Étienne d'Évol | Modifica les dades a Wikidata |

## castell
| imatge | Nom                       | Ubicat a     | instància de | Detalls | coordenades                                                               | Protecció                     | Commons (més fotos) | Dades a WD                    |
| ------ | ------------------------- | ------------ | ------------ | ------- | ------------------------------------------------------------------------- | ----------------------------- | ------------------- | ----------------------------- |
|        | Castell dels Moros d'Èvol | Oleta i Èvol | castell      |         | 42° 35′ 39″ N, 2° 14′ 11″ E / 42.594235°N,2.236401°E 1225.2 msnm          |                               |                     | Modifica les dades a Wikidata |
|        | bastida d'Oleta           | Oleta i Èvol | castell      |         | 42° 33′ 34″ N, 2° 17′ 30″ E / 42.5595°N,2.2918°E fr:La Bastide 579.9 msnm | monument històric inventariat | La Bastida (Olette) | Modifica les dades a Wikidata |

## cementiri
| imatge | Nom               | Ubicat a     | instància de | Detalls | coordenades                                      | Protecció | Commons (més fotos) | Dades a WD                    |
| ------ | ----------------- | ------------ | ------------ | ------- | ------------------------------------------------ | --------- | ------------------- | ----------------------------- |
|        | cementiri d’Oleta | Oleta i Èvol | cementiri    |         | 42° 33′ 23″ N, 2° 16′ 38″ E / 42.5563°N,2.2773°E |           |                     | Modifica les dades a Wikidata |
|        | cementiri d’Èvol  | Oleta i Èvol | cementiri    |         | 42° 34′ 12″ N, 2° 15′ 14″ E / 42.5701°N,2.254°E  |           |                     | Modifica les dades a Wikidata |

## cim
| imatge | Nom               | Ubicat a                   | instància de | Detalls | coordenades                                                                 | Protecció | Commons (més fotos) | Dades a WD                    |
| ------ | ----------------- | -------------------------- | ------------ | ------- | --------------------------------------------------------------------------- | --------- | ------------------- | ----------------------------- |
|        | Mont Coronat      | Jújols Oleta i Èvol Noedes | cim muntanya |         | 42° 36′ 34″ N, 2° 15′ 31″ E / 42.6095°N,2.2587°E 2172 msnm                  |           | Mont Coronat        | Modifica les dades a Wikidata |
|        | Puig d'Escotó     | Censà Oleta i Èvol         | cim muntanya |         | 42° 36′ 56″ N, 2° 12′ 39″ E / 42.615483333333°N,2.2107027777778°E 2292 msnm |           |                     | Modifica les dades a Wikidata |
|        | Puig de la Pelada | Oleta i Èvol Censà         | cim muntanya |         | 42° 37′ 18″ N, 2° 11′ 41″ E / 42.621619°N,2.194762°E 2370 msnm              |           |                     | Modifica les dades a Wikidata |

## curs d'aigua
| imatge | Nom               | Ubicat a                                            | instància de | Detalls                      | coordenades | Protecció | Commons (més fotos) | Dades a WD                    |
| ------ | ----------------- | --------------------------------------------------- | ------------ | ---------------------------- | --- | --------- | ------------------- | ----------------------------- |
|        | Ribera d'Èvol     | Oleta i Èvol                                        | curs d'aigua | Desemboca: Ribera de Cabrils | 42° 38′ 04″ N, 2° 12′ 44″ E / 42.6344°N,2.2122°E 42° 33′ 12″ N, 2° 15′ 59″ E / 42.5533°N,2.2663°E                                           |           |                     | Modifica les dades a Wikidata |
|        | Ribera de Cabrils | Censà Ralleu Orellà Aiguatèbia i Talau Oleta i Èvol | curs d'aigua | Desemboca: Tet Llarg: 18.9km | 42° 37′ 35″ N, 2° 10′ 14″ E / 42.62647777777778°N,2.170552777777778°E 42° 33′ 12″ N, 2° 15′ 58″ E / 42.55331944444445°N,2.266208333333333°E |           |                     | Modifica les dades a Wikidata |

## església
| imatge | Nom                                      | Ubicat a     | instància de                              | Detalls                                                                   | coordenades                                                       | Protecció                   | Commons (més fotos)         | Dades a WD                    |
| ------ | ---------------------------------------- | ------------ | ----------------------------------------- | ------------------------------------------------------------------------- | ----------------------------------------------------------------- | --------------------------- | --------------------------- | ----------------------------- |
|        | Sant Andreu d'Oleta                      | Oleta i Èvol | església                                  | Dedicat a: Andreu apòstol                                                 | 42° 33′ 19″ N, 2° 16′ 16″ E / 42.55522222°N,2.27108333°E          |                             | Église Saint-André d'Olette | Modifica les dades a Wikidata |
|        | Sant Andreu d'Èvol                       | Oleta i Èvol | església Ús: església església parroquial | Estil: art romànic Anomenat per: Andreu apòstol Dedicat a: Andreu apòstol | 42° 34′ 14″ N, 2° 15′ 14″ E / 42.570418°N,2.253958°E Èvol         | monument històric catalogat | Évol Church of Saint Andrew | Modifica les dades a Wikidata |
|        | Sant Joan Baptista de la Bastida d'Oleta | Oleta i Èvol | església                                  | Estat: enderrocat o destruït                                              | 42° 33′ 34″ N, 2° 12′ 24″ E / 42.55939722°N,2.206625°E 581.6 msnm |                             |                             | Modifica les dades a Wikidata |

## muntanya
| imatge | Nom                       | Ubicat a                           | instància de | Detalls | coordenades                                                                         | Protecció | Commons (més fotos) | Dades a WD                    |
| ------ | ------------------------- | ---------------------------------- | ------------ | ------- | ----------------------------------------------------------------------------------- | --------- | ------------------- | ----------------------------- |
|        | Pic dels Gorgs (Conflent) | Conflent Noedes Censà Oleta i Èvol | muntanya cim |         | 42° 38′ 00″ N, 2° 12′ 00″ E / 42.633333333333°N,2.2°E 2313.8 msnm                   |           |                     | Modifica les dades a Wikidata |
|        | Puig de Passaduc          | Censà Oleta i Èvol                 | muntanya     |         | 42° 37′ 32″ N, 2° 11′ 38″ E / 42.625566666666664°N,2.1937611111111113°E 2321.2 msnm |           |                     | Modifica les dades a Wikidata |

## port de muntanya
| imatge | Nom                    | Ubicat a            | instància de     | Detalls | coordenades                                                                   | Protecció | Commons (més fotos) | Dades a WD                    |
| ------ | ---------------------- | ------------------- | ---------------- | ------- | ----------------------------------------------------------------------------- | --------- | ------------------- | ----------------------------- |
|        | Coll de Portus         | Noedes Oleta i Èvol | port de muntanya |         | 42° 37′ 26″ N, 2° 14′ 24″ E / 42.623758°N,2.239933°E 1739.1 msnm              |           |                     | Modifica les dades a Wikidata |
|        | Collada d'en Potis     | Oleta i Èvol        | port de muntanya |         | 42° 34′ 11″ N, 2° 16′ 04″ E / 42.569808°N,2.267758°E 1202.4 msnm              |           |                     | Modifica les dades a Wikidata |
|        | Collada del Gorg Negre | Noedes Oleta i Èvol | port de muntanya |         | 42° 37′ 26″ N, 2° 14′ 24″ E / 42.623758333333°N,2.2399333333333°E 2143.8 msnm |           |                     | Modifica les dades a Wikidata |

## Misc
| imatge | Nom                            | Ubicat a                                           | instància de                              | Detalls                                                   | coordenades                                                                                           | Protecció                     | Commons (més fotos)                   | Dades a WD                    |
| ------ | ------------------------------ | -------------------------------------------------- | ----------------------------------------- | --------------------------------------------------------- | --- | ----------------------------- | ------------------------------------- | ----------------------------- |
|        | Bosc Comunal d'Oleta           | Oleta i Èvol                                       | bosc comunal                              | Superfície: 14.28km²                                      | 42° 36′ 24″ N, 2° 13′ 53″ E / 42.606666666667°N,2.2313888888889°E                                     |                               |                                       | Modifica les dades a Wikidata |
|        | Castell d'Èvol                 | Oleta i Èvol Èvol                                  | château castell                           |                                                           | 42° 34′ 25″ N, 2° 15′ 14″ E / 42.5737°N,2.2539°E 883.3 msnm                                           | monument històric inventariat | Château d'Évol                        | Modifica les dades a Wikidata |
|        | Estació d'Oleta-Canavelles     | Oleta i Èvol                                       | estació de ferrocarril                    |                                                           | 42° 33′ 17″ N, 2° 16′ 19″ E / 42.554749°N,2.27197°E 607 msnm                                          |                               | Gare d'Olette - Canaveilles-les-Bains | Modifica les dades a Wikidata |
|        | Gorg Negre                     | Oleta i Èvol                                       | llac                                      |                                                           | 42° 38′ 04″ N, 2° 12′ 36″ E / 42.63452703°N,2.21001148°E 2084.8 msnm                                  |                               |                                       | Modifica les dades a Wikidata |
|        | La Bastida d'Oleta             | Pirineus Orientals districte de Prada Oleta i Èvol | despoblat                                 |                                                           | 42° 33′ 31″ N, 2° 17′ 20″ E / 42.558572222222°N,2.2889305555556°E Conflent 602 msnm                   |                               |                                       | Modifica les dades a Wikidata |
|        | La Poma                        | Pirineus Orientals districte de Prada Oleta i Èvol | vilatge                                   |                                                           | 42° 34′ 21″ N, 2° 15′ 13″ E / 42.572436111111°N,2.2535777777778°E Conflent 832 msnm                   |                               |                                       | Modifica les dades a Wikidata |
|        | Oleta                          | Oleta i Èvol                                       | poble                                     |                                                           | 42° 33′ 19″ N, 2° 16′ 16″ E / 42.555263888889°N,2.2711361111111°E Conflent 616.9 msnm                 |                               |                                       | Modifica les dades a Wikidata |
|        | Tet                            | Pirineus Orientals                                 | riu                                       | Desemboca: mar Mediterrània Llarg: 115.8km Conca: 1369km² | 42° 42′ 48″ N, 3° 02′ 23″ E / 42.713333333333°N,3.0397222222222°E                                     |                               | Têt                                   | Modifica les dades a Wikidata |
|        | Tuïr d'Èvol                    | Oleta i Èvol                                       | localitat                                 |                                                           | 42° 34′ 27″ N, 2° 15′ 01″ E / 42.574061°N,2.250144°E 778.7 msnm                                       |                               |                                       | Modifica les dades a Wikidata |
|        | casa de la vila d'Oleta i Èvol | Oleta i Èvol                                       | instal·lació Ús: seu del govern local     |                                                           | 42° 33′ 20″ N, 2° 16′ 17″ E / 42.5554551848133°N,2.27126217230043°E fr:66360 OLETTE                   |                               | Town hall of Olette                   | Modifica les dades a Wikidata |
|        | memorial de guerra d'Oleta     | Oleta i Èvol                                       | memorial de guerra                        | 1920s                                                     | 42° 33′ 18″ N, 2° 16′ 17″ E / 42.55495°N,2.2713027777777777°E                                         |                               | Olette War Memorial                   | Modifica les dades a Wikidata |
|        | refugi de Noedes               | Oleta i Èvol                                       | instal·lació esportiva refugi de muntanya | 2015                                                      | 42° 38′ 21″ N, 2° 12′ 10″ E / 42.63916°N,2.20273°E fr:ETANG DE NOHEDES-REFUGE DE NOHEDES 66360 Olette |                               |                                       | Modifica les dades a Wikidata |
|        | Èvol                           | Oleta i Èvol Pirineus Orientals                    | municipi francès                          | Anomenat per: évol                                        | 42° 34′ 08″ N, 2° 15′ 18″ E / 42.568889°N,2.254972°E 778.7 msnm                                       |                               | Évol                                  | Modifica les dades a Wikidata |